# Käpy Paavilainen

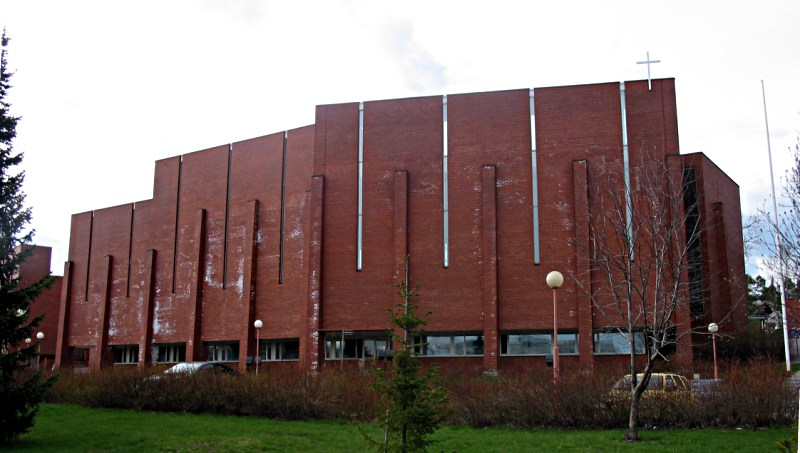
L'église d'Olari vue de la rue Merituulentie.

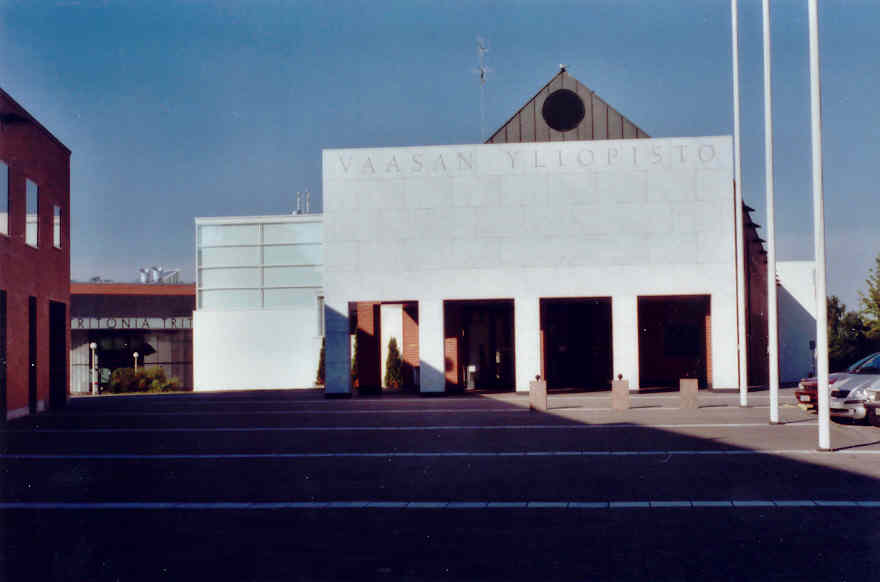
L'Université de Vaasa

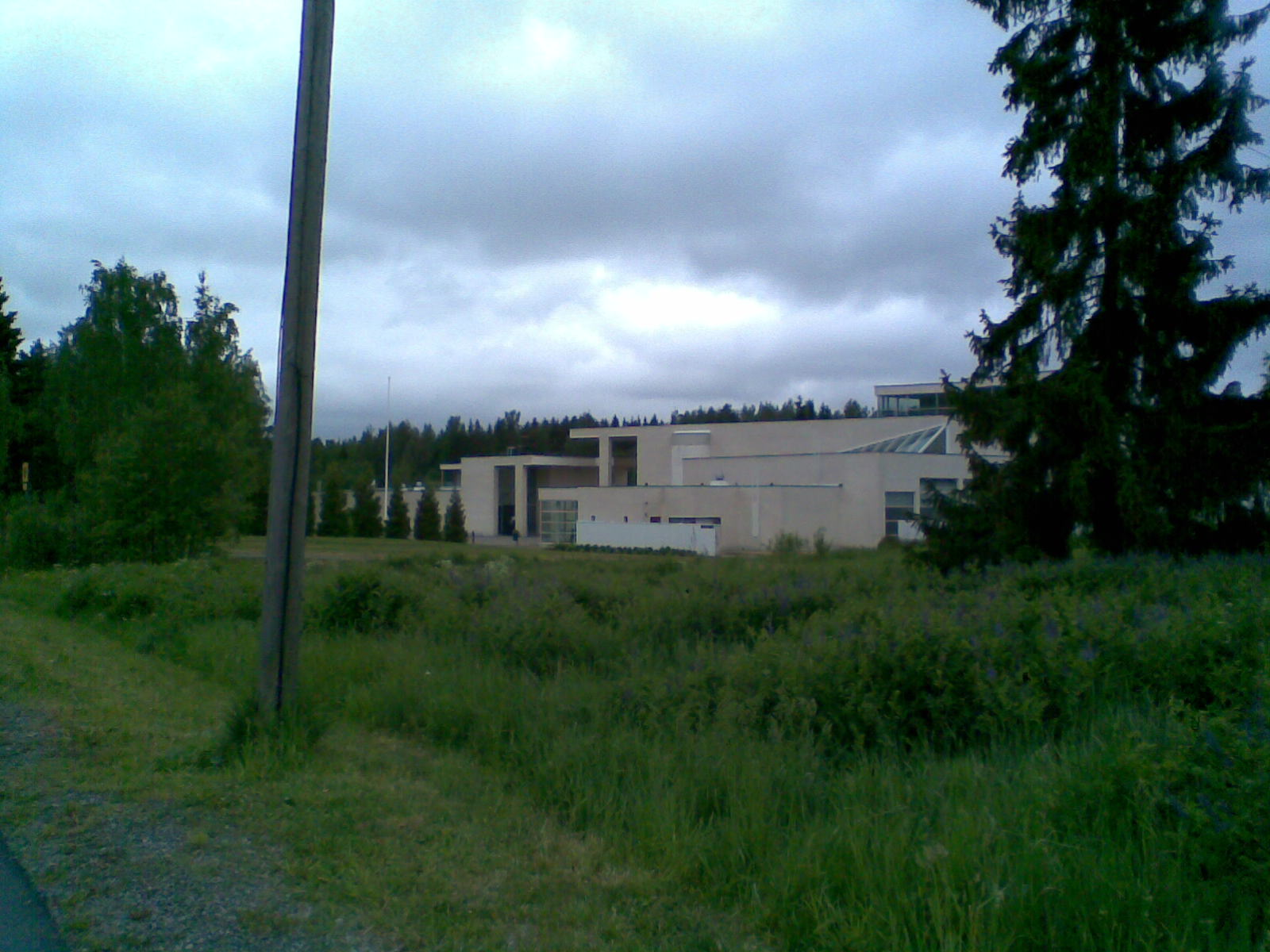
L'église de Pirkkala.

Käpy Paavilainen (née Ritva Marjatta Petäjä, le 8 mai 1947) est un architecte finlandais.

## Biographie
Elle fonde un cabinet d'architecte avec son mari Simo Paavilainen. 
Leurs ouvrages les plus connus dont entre-autres l'église d'Olari, l'Ambassade de Finlande à Tallinn et l'Université de Vaasa.
Käpy Paavilainen est la fille de Keijo et de Marja Petäjä.

## Ouvrages
Les ouvrages principaux du cabinet sont:
- Église Mikael, Helsinki, 1988
- Église d'Olari et centre paroissial, Espoo, 1976–1981
- Centre paroissial, Paimio, 1980–1984
- École maternelle Toppelund, Espoo, 1991
- Église de Pirkkala, Pirkkala, 1994
- Ambassade de Finlande à Tallinn, 1996
- Immeuble de l'organisme de retraite Keva, rue Unioninkatu, Helsinki, 2005
- Centre paroissial Vehkalahti, Hamina
- Athena, (Rénovation), Helsinki, 2011
- Villa Kisko, Kisko, 2005
- Bibliothèque universitaire Tritonia, Vaasa, 2001
- Centre de santé, Munkkiniemi, Helsinki, 1992
- Immeuble de bureaux, Mansikkala, Imatra, 1990
- Centre commercial, Mansikkala, Imatra, 1990
- Villa Tuomaala, Liminka, 1982
- Musée Nelimarkka, Alajärvi, 1986

## Prix et récompenses
- Prix national d'architecture, 1991